# Auja al-Hafir
Auja al-Hafir (en arabe : عوجة الحفير, ou simplement Auja), était un ancien carrefour routier proche de puits d’eau dans le Néguev occidental en Palestine mandataire. C'était un lieu de pâturage traditionnel de la tribu 'Azazme, La frontière entre l’ Égypte et la Palestine ottomane/britannique, à environ 60 km au sud de Gaza, se trouvait là. Aujourd'hui, Nitzana et la base militaire israélienne de Ktzi'ot s'élèvent sur ce site.

## Étymologie
D'autres sources nomment la localité el-Audja, Uja al-Hafeer, El Auja el Hafir et lautres variantes. A'waj signifie « courbé » en arabe et « Al-Auja » est un hydronyme commun pour les ruisseaux sinueux (le Yarkon en Israël et un plus petit ruisseau près de Jéricho en Cisjordanie sont tous deux appelés Al-Auja en arabe). "Hafir" désigne les réservoirs d'eau construits pour capter les eaux de ruissellement au pied d'une pente ; au Soudan, cela peut aussi désigner un fossé de drainage.

## Histoire

### IIesiècleav. J.-C.-VIIesiècleav. J.-C.
Les restes de poterie trouvés dans la région remontent au IIe siècle av. J.-C. et sont associés aux traces des fondations massives d'un bâtiment indéterminé, probablement de construction nabatéenne. La région semble être restée dans la sphère d'influence nabatéenne, en dehors des royaumes haasmonien et hérodien, jusqu'à l'an 105 apr. J.-C., lorsque Trajan annexe le royaume nabatéen. Un grand fort rectangulaire au sommet d'une colline date probablement du IVe siècle apr. J.-C. Une église et des bâtiments attenants sont datés d'avant l'an 464. Auja al-Hafir a été frappée par la grande peste qui a balayé la Méditerranée orientale autour de l'an 541 de notre ère. Dans les années 1930, un grand nombre de papyrus datant des VIe et VIIe siècles y ont été trouvés. L’un d’eux provient du gouverneur arabe local qui accorde aux habitants chrétiens la liberté de culte moyennant le paiement de l’impôt de capitation. Après 700 apr. J.-C., la localité semble avoir perdu sa population permanente, probablement en raison de l'évolution du régime de précipitations.

### Empire ottoman

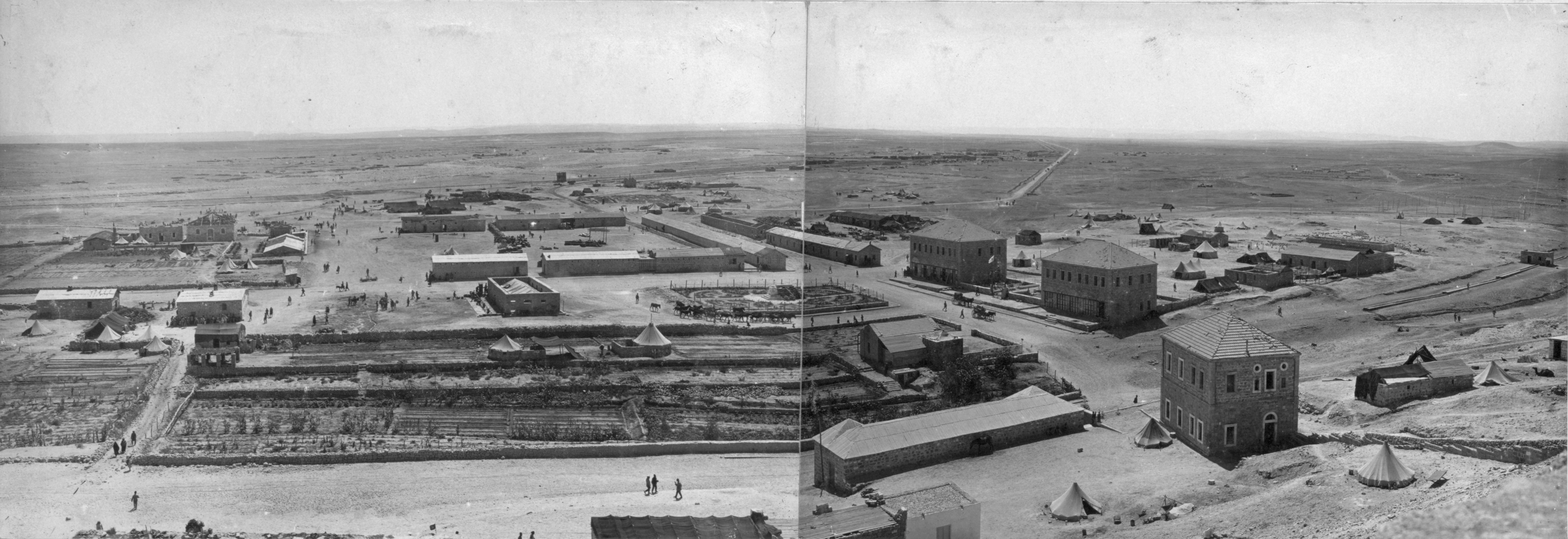
Base militaire ottomane, 1915

L’Empire ottoman a édifié à Auja al-Hafir un poste de contrôle en 1902. Avant la Première Guerre mondiale, une base militaire est installée. De 1905 à 1915, un chemin de fer et un grand centre administratif ont été construits, ainsi que des logements pour les fonctionnaires. À la mi-janvier 1915, des forces turques fortes de 20 000 hommes entrent dans le Sinaï par El Auja au cours d'une expédition infructueuse contre le canal de Suez. À cette époque, la plupart des pierres subsistant des ruines du site sont transportées à Gaza pour servir à des travaux de construction.

### Mandat britannique

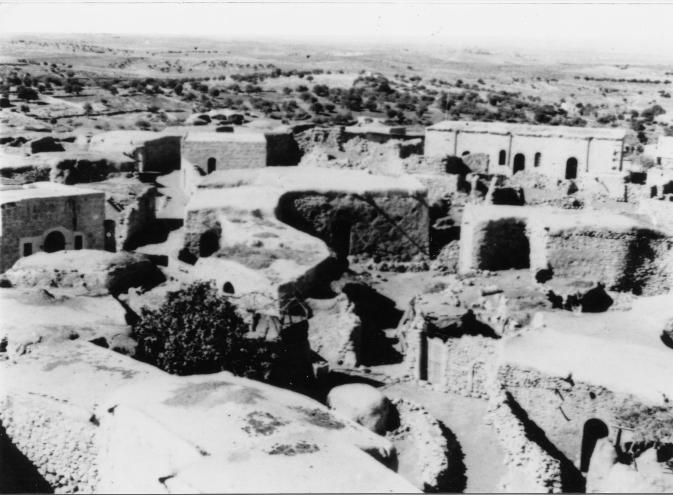
Village de Auja al Hafir. 1948

Durant le mandat britannique sur la Palestine, la localité fait partie du district de Beersheba. Un camp de prisonniers y est établi.
Selon le recensement de Palestine de 1931, Auja al-hafir compte 29 habitants, tous musulmans.
La population locale n'est pas impliquée dans les troubles de 1929 et 1936, mais il y des remous à l'été 1938.
Au début des troubles en 1936, les autorités du Mandat britannique utilisent Auja comme camp de concentration pour les dirigeants arabes palestiniens arrêtés, dont Awny Abdul Hadi. Le camp est également utilisé pour détenir des communistes juifs en voie d'expulsion. Les prisonniers ont ensuite été transférés à la base militaire de Sarafand.
La route principale traversant le désert jusqu'au canal de Suez passait à El Auja, s'achevant à Ismaïlia. Jusqu'en 1948, il s'agissait de la seule route recouverte reliant la Palestine à l'Égypte.
D'après le Plan de partage de la Palestine, la région devait revenir à l'État arabe.

### Guerre israélo-arabe de 1948

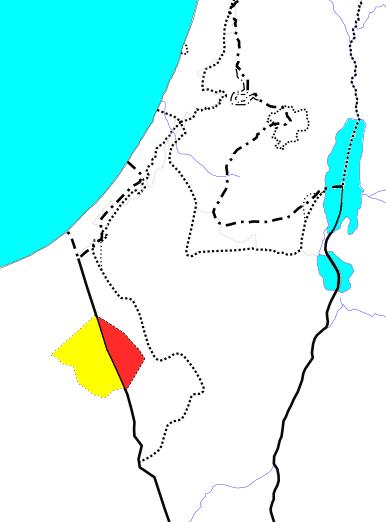
Zone Neutre d'Al 'Awja

En 1948, l'armée égyptienne utilise la région comme base militaire. Au cours de la bataille d’Auja, une campagne de la guerre israélo-arabe de 1948, elle est capturée par le 89e bataillon de commandos mécanisés, comprenant un peloton anglophone de volontaires venus d’Angleterre, d’Allemagne, des Pays-Bas, de Rhodésie, d’Afrique du Sud et de les États-Unis.

### Israël

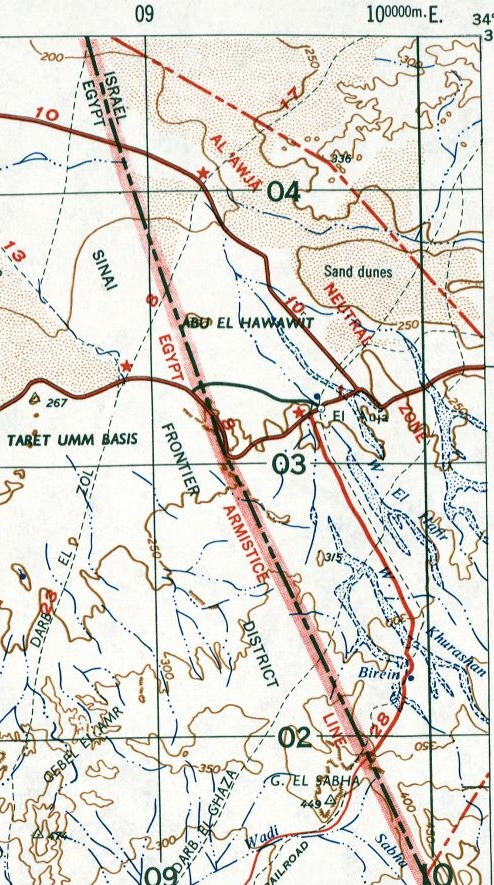
Zone Neutre d'Al 'Awja

À la suite des accords d'armistice israélo-arabes de 1949, la région située autour du village, connue sous le nom de zone al-Auja, devient une zone démilitarisée de 145 km2. son respect est contrôlé par l’Organisme des Nations unies chargé de la surveillance de la trêve. Le 28 septembre 1953, l'armée israélienne établit une colonie fortifiée, Ktzi'ot, surplombant le carrefour d'Al-Auja. Le premier nom donné à cet avant-poste de Nahal est Giv'at Rachel. Malgré la Résolution 108 du Conseil de sécurité des Nations unies demandant le respect des conditions de l'armistice, Israël remilitarise la région le 21 septembre 1955. Israël continue de contrôler militairement la région jusqu'à son retrait du Sinaï et de Gaza à la crise de Suez de 1956. Après cela et jusqu'à la guerre des Six Jours, la zone démilitarisée et la frontière sont surveillées par la Force d'urgence des Nations unies. Israël contrôle la région depuis 1967 et y dispose d'une vaste base militaire et d'un camp de détention.